# Jacoby Brissett
Pour les articles homonymes, voir Brissett.
(en) Statistiques sur pro-football-reference
Jacoby Brissett, né le 11 décembre 1992 à West Palm Beach, est un sportif professionnel américain de football américain jouant au poste de quarterback dans la dans la National Football League (NFL) depuis la saison 2016, et pour la franchise des Cardinals de l'Arizona dès la saison 2025.
Sélectionné par la franchise des Patriots de la Nouvelle-Angleterre lors de la draft 2016 de la NFL, il y est considéré comme réserviste et remporte le Super Bowl LI sans avoir participé au match. En 2017, il rejoint les Colts d'Indianapolis (2017-2020) puis les Dolphins de Miami (2021), les Browns de Cleveland (2022) et les Commanders de Washington (2023). Après un retour d'une saison chez les Patriots en 2024, il devient Agent libre et signe avec les Falcons d'Atlanta en mars 2025.
Auparavant, au niveau universitaire, il a joué pendant deux saisons dans la NCAA Division I FBS, pour les Gators de la Floride de la Southeastern Conference et trois saisons pour le Wolfpack de North Carolina State de l'Atlantic Coast Conference.

## Biographie

### Carrière universitaire
Il rejoint les Gators de l'université de Floride en 2011. Jouant peu, il change d'université en 2013 pour l'université d'État de la Caroline du Nord et leur équipe du Wolfpack de NC State. Il ne peut jouer la saison 2013 en raison du règlement de la NCAA sur les transferts et ne fait ses débuts avec NC State qu'à partir de la saison suivante. Il est désigné quarterback titulaire et a lancé pour au moins 20 touchdowns à la passe lors de ses deux saisons avec NC State.

### Carrière professionnelle

#### Draft
Il est sélectionné en 91e choix lors du troisième tour de la draft 2016 de la NFL par les Patriots de la Nouvelle-Angleterre et y signe un contrat de quatre années tout en refusant d'être représenté par un agent.

#### Patriots de la Nouvelle-Angleterre
Les Patriots le recrutent en tant que troisième quarterback de la franchise.
Lors de la saison 2016 de la NFL, il est remplaçant de Tom Brady, suspendu les quatre premiers matchs à la suite du deflategate, et de Jimmy Garoppolo. Après la blessure de ce dernier, Brissett entre en jeu en deuxième semaine de la saison contre les Dolphins de Miami, validant une victoire assurée en première mi-temps par Garoppolo. La semaine suivante, il est titulaire contre les Texans de Houston et les Patriots gagnent sur le score de 27 à 0. Brissett obtient sa première victoire en carrière. Il joue également le quatrième match de la saison des Pats lors de la défaite 16 à 0 contre les Bills de Buffalo. Il retrouve un rôle de remplaçant avec le retour sur les terrains de Tom Brady.

#### Colts d'Indianapolis
Le 2 septembre 2017, il est échangé aux Colts d'Indianapolis contre le receveur Phillip Dorsett, les Colts ayant besoin d'un quarterback après une blessure du titulaire Andrew Luck. Remplaçant de Scott Tolzien pour le premier match du calendrier, ce dernier connaît une mauvaise performance face aux Rams de Los Angeles en lançant deux interceptions et Brissett entre sur le terrain pour terminer la rencontre. Il est titularisé lors du match suivant face aux Cardinals de l'Arizona. Après que les Colts aient annoncé que Luck ne jouera pas la saison, Brissett est titularisé pour le restant des matchs. Durant cette saison difficile où les Colts concluent la saison avec une fiche de 4 victoires et 12 défaites, Brissett a gagné 3 098 yards et inscrit 13 touchdowns à la passe contre 7 interceptions. Il a également gagné 260 yards et inscrit 4 touchdowns supplémentaires à la course.
Pour la saison 2018, il redevient remplaçant après le retour au jeu de Luck. L'année suivante, deux semaines avant le début de la saison régulière, il est nommé titulaire après que Luck ait annoncé abruptement sa retraite. Le 2 septembre 2019, il signe un contrat de 2 ans d'un montant de 30 millions de dollars avec les Colts.

#### Dolphins de Miami
Le 18 mars 2021, Brissett signe un contrat d'un an d'un montant de 5 millions de dollars avec les Dolphins de Miami où il retrouve l'entraîneur principal Brian Flores qui était son entraîneur des quarterback lors de son année rookie chez les Patriots.
Le 19 septembre 2021 lors de la défaite 0 à 35 contre les Bills de Buffalo, Brisset est amené à remplacer Tua Tagovailoa celui-ci s'étant blessé aux côtes. Il y gagne 169 yards à la passe pour une interception. La semaine suivante, Tagovailoa étant toujours blessé, Brissett est titularisé pour le match contre les Raiders de Las Vegas.

#### Browns de Cleveland
Le 25 mars 2022, Brissett signe un contrat d'un an avec les Browns de Cleveland.
Il est désigné titulaire pour le premier match de la saison à la suite de la suspension d'une durée de onze matchs pour allégations de harcèlement sexuel de Deshaun Watson. Il débute et joue toutes les actions offensives des Browns lors des onze premiers matchs, affichant un bilan de 4 victoires pour 7 défaites. Il totalise 2 608 yards et 14 touchdowns à la passe, réussissant 34% de ses passes pour une évaluation de quarterback de 88,9 (deux records de sa carrière).

#### Commanders de Washington
Le 16 mars 2023, Brissett signe un contrat d'un an pour un montant de 10 millions de $ avec les Commanders de Washington.
Il joue pour la première fois de la saison en 15e semaine contre les Rams en remplacement de Sam Howell qui avait été mis sur le banc dans le quatrième quart temps. Malgré la défaite 20 à 28, Brissett totalise un gain de 124 yards en huit passes et deux touchdowns. Lorsque Howell est de nouveau remis sur le banc contre les Jets, Il entre à nouveau en jeu dans le troisième quart temps alors que les Commanders affichent un déficit de 20 points. Il mène trois drives qui se terminent en touchdown ce qui permet à son équipe de mener au score. Les Commanders perdent néanmoins le match, 
Brissett ayant gagné 100 yards et inscrit un touchdown à la passe. Le 27 décembre 2023, l'entraîneur principal Ron Rivera annonce que Brissett sera le quarterback titulaire pour le match de la 17e semaine contre les 49ers. Cependant, il se blesse aux ischio-jambiers à l'entraînement et n'est plus repris.

#### Patriots de la Nouvelle-Angleterre
Le 15 mars 2024, Brissett signe un contrat d'un an avec les Patriots de la Nouvelle-Angleterre.
Le 29 août, l'entraîneur principal Jerod Mayo désigne Brissett en tant que titualire au poste de quarterback devant le rookie Drake Maye. Il permet aux Patriots de gagner 16 à 10 contre les Bengals lors de leur premier match de saison régulière. Cependant après quatre défaites consécutives, Maye le remplace dès le 8 octobre. Lors du match de la 8e semaine contre les Jets, Brissett est amené à remplacé Maye blessé dans le 2e quart temps. Il réussit 15 des 24 passes tentées pour un gain de 132 yards (dont un drive victorieux de 70 yards) pour une victoire 25 à 22.

#### Cardinals de l'Arizona
Le 14 mars 2025, Brissett signe un contrat de deux ans pour un montant de 12,5 millions de dollars avec les Cardinals de l'Arizona.

## Statistiques
| Année              | Équipe                             | MJ |                | Passes         | Passes         | Passes         | Passes         | Passes         | Passes         | Passes         |                | Courses        | Courses        | Courses | Courses |
| Année              | Équipe                             | MJ | Tentées        | Réussies       | Pct.           | Yards          | TD             | Int.           | Éval.          | Tentées        | Yards          | Moy.           | TD             |         |         |
| 2016               | Patriots de la Nouvelle-Angleterre | 03 | 055            | 034            | 61,8           | 0 400          | 0              | 0              | 083,9          | 16             | 083            | 05,2           | 1              |         |         |
| 2017               | Colts d'Indianapolis               | 16 | 469            | 276            | 58,8           | 3 098          | 13             | 7              | 0              | 63             | 260            | 04,1           | 4              |         |         |
| 2018               | Colts d'Indianapolis               | 04 | 04             | 02             | 50,0           | 02             | 0              | 0              | 056,2          | 07             | 0- 7           | - 1,0          | 0              |         |         |
| 2019               | Colts d'Indianapolis               | 15 | 447            | 272            | 60,8           | 2 942          | 18             | 6              | 088,0          | 56             | 228            | 04,1           | 4              |         |         |
| 2020               | Colts d'Indianapolis               | 11 | 08             | 02             | 25,0           | 0 17           | 0              | 0              | 039,6          | 17             | 019            | 01,1           | 3              |         |         |
| 2021               | Dolphins de Miami                  | 11 | 225            | 141            | 62,7           | 1 283          | 05             | 4              | 078,1          | 19             | 070            | 03,7           | 1              |         |         |
| 2022               | Browns de Cleveland                | 16 | 369            | 236            | 64,0           | 2 608          | 12             | 6              | 088,9          | 49             | 243            | 05,0           | 2              |         |         |
| 2023               | Commanders de Washington           | 03 | 023            | 018            | 78,3           | 0 224          | 03             | 0              | 146,8          | 03             | 019            | 06,3           | 0              |         |         |
| 2024               | Patriots de la Nouvelle-Angleterre | 08 | 161            | 095            | 59,0           | 0 826          | 02             | 1              | 074,2          | 15             | 062            | 04,1           | 0              |         |         |
| 2025               | Cardinals de l'Arizona             | ?  | Saison à venir | Saison à venir | Saison à venir | Saison à venir | Saison à venir | Saison à venir | Saison à venir | Saison à venir | Saison à venir | Saison à venir | Saison à venir |         |         |
| Totaux en carrière | Totaux en carrière                 | 87 | 1 761          | 1 076          | 61,1           | 11 400         | 53             | 24             | 84,3           | 245            | 977            | 04,0           | 15             |         |         |

| Année              | Équipe                             | MJ |                      | Passes               | Passes               | Passes               | Passes               | Passes               | Passes               | Passes       |              | Courses      | Courses      | Courses | Courses |
| Année              | Équipe                             | MJ | Tentées              | Réussies             | Pct.                 | Yards                | TD                   | Int.                 | Éval.                | Tentées      | Yards        | Moy.         | TD           |         |         |
| 2016               | Patriots de la Nouvelle-Angleterre | 0  | N'a pas joué de snap | N'a pas joué de snap | N'a pas joué de snap | N'a pas joué de snap | N'a pas joué de snap | N'a pas joué de snap | N'a pas joué de snap | N'a pas joué | N'a pas joué | N'a pas joué | N'a pas joué |         |         |
| 2018               | Colts d'Indianapolis               | 0  | N'a pas joué de snap | N'a pas joué de snap | N'a pas joué de snap | N'a pas joué de snap | N'a pas joué de snap | N'a pas joué de snap | N'a pas joué de snap | N'a pas joué | N'a pas joué | N'a pas joué | N'a pas joué |         |         |
| 2020               | Colts d'Indianapolis               | 1  | -                    | -                    | -                    | -                    | -                    | -                    | -                    | 1            | 0            | 0,0          | 0            |         |         |
| Totaux en carrière | Totaux en carrière                 | 1  | -                    | -                    | -                    | -                    | -                    | -                    | -                    | 1            | 0            | 0,0          | 0            |         |         |

## Identité visuelle

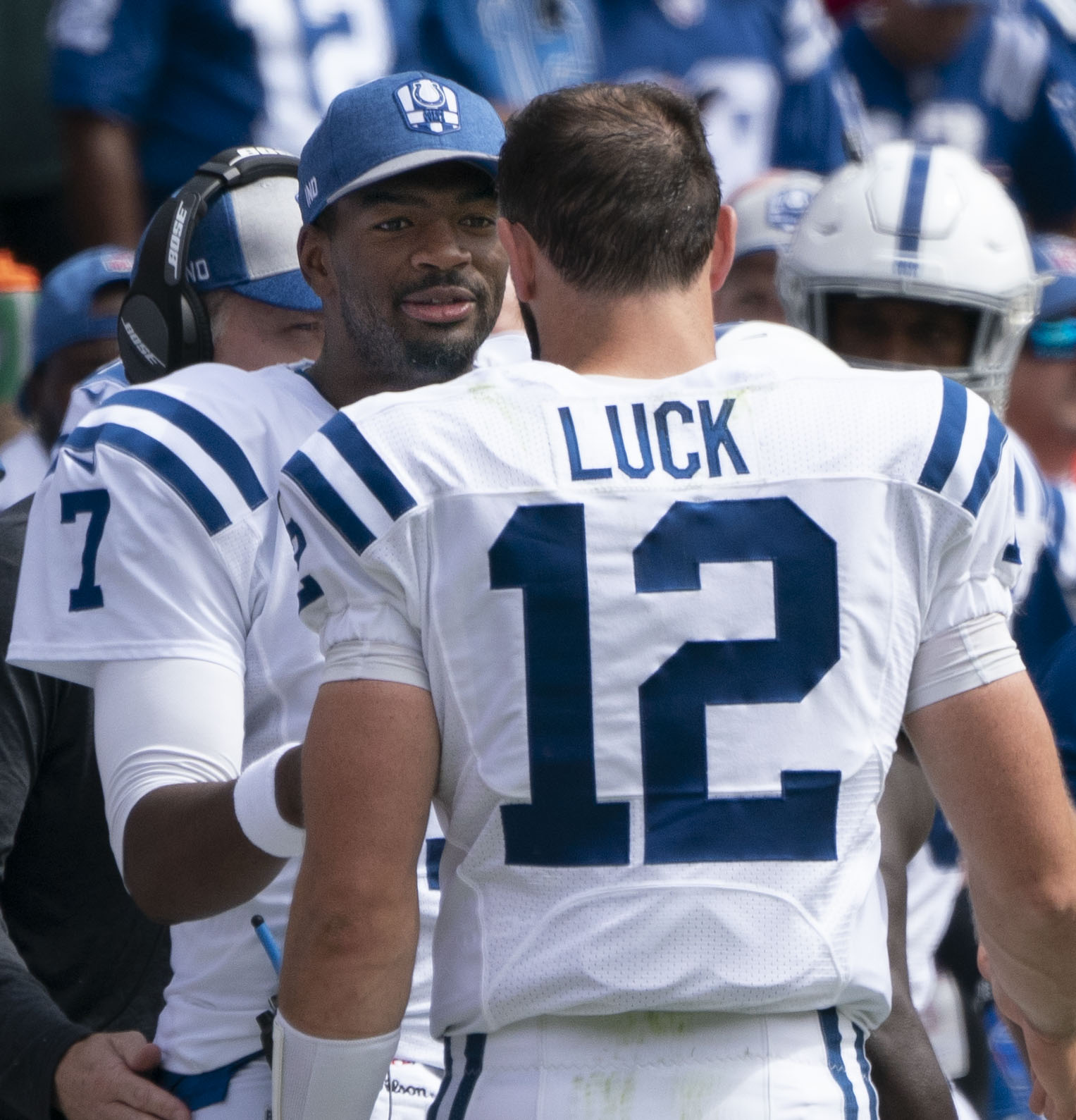
En 2018 avec le quarterback Andrew Luck.
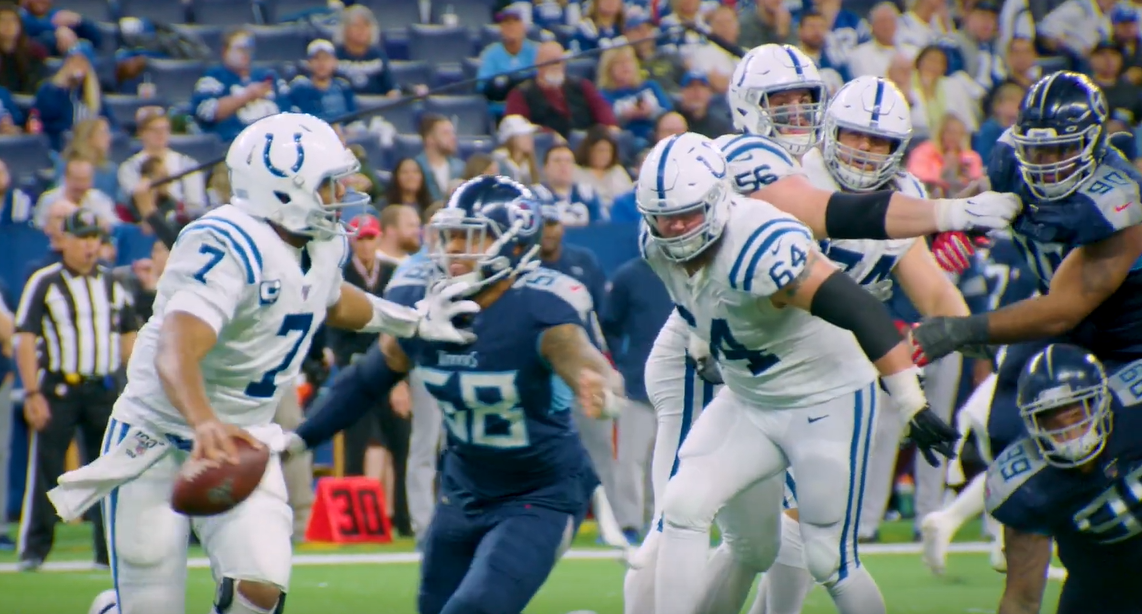
Contre les Titans en 2019.